# Bandeira das Ilhas Geórgia do Sul e Sandwich do Sul

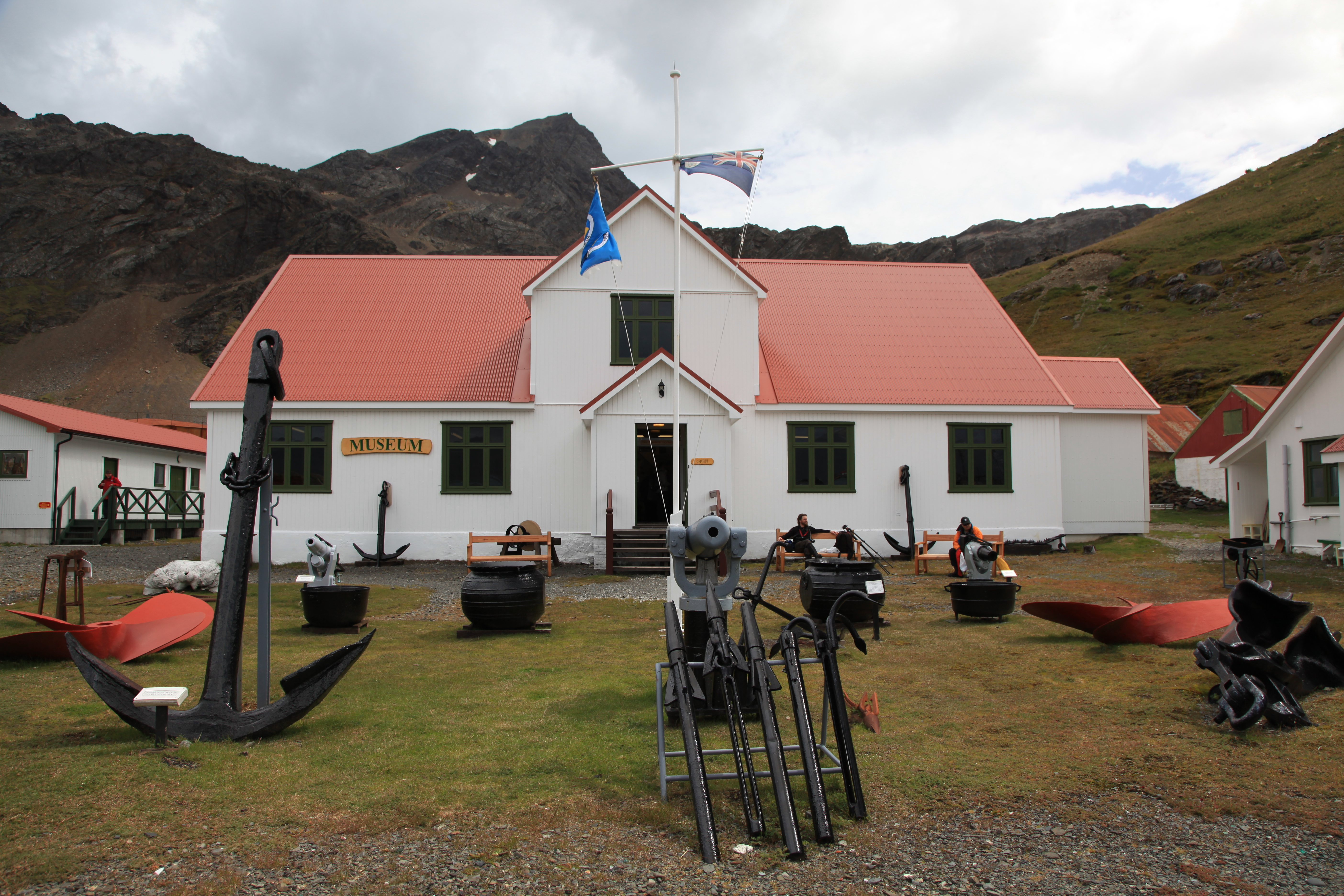
Bandeira hasteada no museu de Grytviken, capital do arquipélago

A bandeira das Ilhas Geórgia do Sul e Sandwich do Sul foi aprovada em 1985, quando foi criado o território. Anteriormente o território foi uma parte das Ilhas Falkland e utilizou a mesma bandeira. A bandeira está sobre os principais edifícios do governo da Ilha de Geórgia do Sul, e das bases científicas do British Antarctic Survey. A bandeira está disponível para o Comissário Civil do Território. Como o Comissário Civil é também o governador das Ilhas Falkland, a bandeira é só usada quando o comissário visita o território.

## História
A bandeira foi aprovada em 1985, quando foi criado o Território. Anteriormente o Território foi uma parte das Ilhas Falkland e utilizou a mesma bandeira.
Antes de 1985, a área era administrada como uma dependência das Ilhas Falklands. O brasão de armas das Ilhas Geórgia do Sul e Sandwich do Sul foram concedidos por mandado real em 14 de fevereiro de 1992. O site do território possui uma cópia do mandado, que trata apenas das armas e não menciona nenhuma bandeira. Depois que as armas foram concedidas em fevereiro de 1992, o governo regional começou a usá-las na Bandeira Azul Britânica, como é habitual nas dependências britânicas. O Boletim da Bandeira, XXXII: 2 (1993), descreve o escudo concedido em 14 de fevereiro de 1992 para comemorar a libertação das ilhas da ocupação argentina.

bandeira das Ilhas Falklands (1948–1999) usada no território antes da separação
Bandeira de 1992-1999

## Características

Brasão das Ilhas Geórgia e Sandwich do Sul

Seu desenho consiste em um retângulo de proporção comprimento-largura de 2:1. É um pavilhão azul Britânico carregado com o Brasão de armas da Geórgia do Sul e Ilhas Sandwich do Sul no batente (lado inferior esquerdo). O brasão é composto por um escudo contendo um leão dourado galopante segurando uma tocha. O fundo do escudo é um xadrez azul e branco. Os apoiantes são um leão-marinho e um pinguim-macaroni. O azul da bandeira é o Pantone 281C, e o vermelho, 186C.
O lema, em baixo do escudo, é uma inscrição em latim Leo Terram Propriam Protegat, que quer dizer "(Deixe o) Leão proteger a sua própria terra)".
| Cor | Sistema Pantone | CMYK        | RGB           | Hex     |
| --- | --------------- | ----------- | ------------- | ------- |
|     | Branco          | 0.0.0.0     | 255, 255, 255 | #FFFFFF |
|     | Azul 281C       | 100.78.0.57 | 0, 32, 91     | #00205B |
|     | Vermelho 186C   | 0.100.80.5  | 200, 16, 46   | #C8102E |

## Simbolismo
O leão segurando uma tocha representando o Reino Unido e a tocha que ele segura representa descoberta e exploração do local.  O leão-marinho e o pinguim-macaroni representam os animais nativos das ilhas. O fundo do xadrez do vem das as armas de James Cook, que descobriu as ilhas.; do mesmo modo que as estrelas.

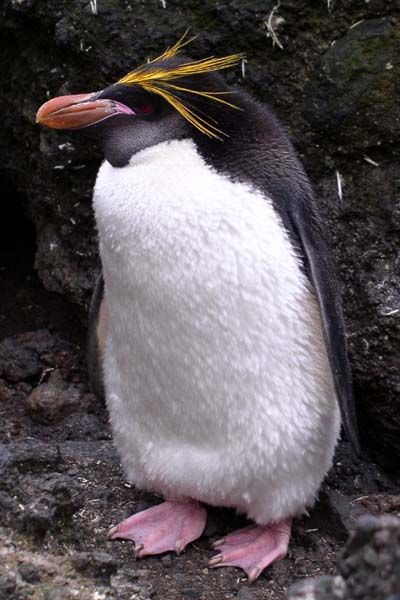
Pinguim-macaroni
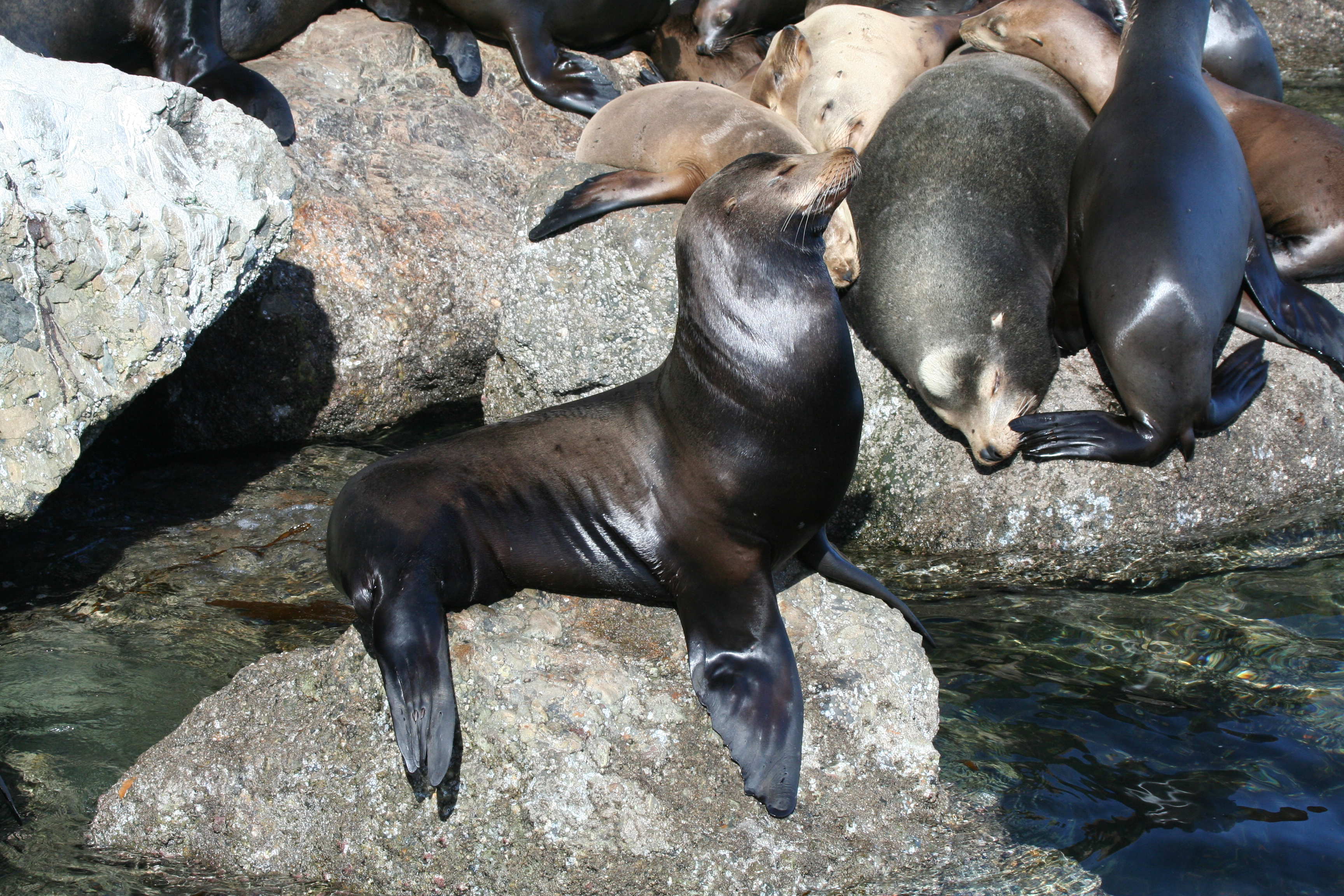
Leão-marinho
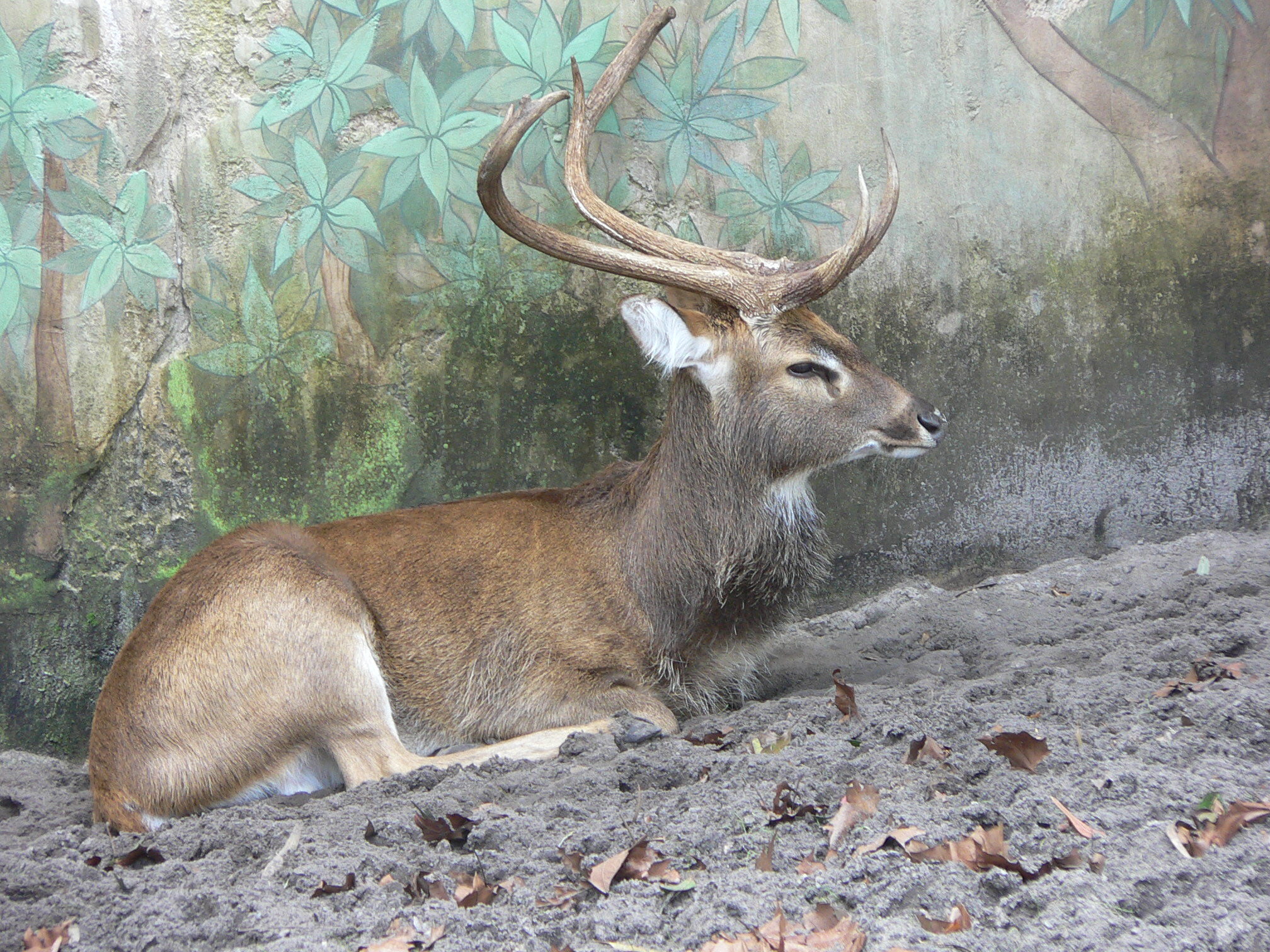
Rena

## Bandeira do Comissário

bandeira do governador

O comissário das Ilhas Geórgia do Sul e Sandwich do Sul tem uma bandeira separada, uma bandeira da União com o seu brasão de armas ao centro. Esse design é semelhante às bandeiras dos outros Governadores nos territórios ultramarinos britânicos. A bandeira governamental deve ser usada na Casa do Governo quando o governador estiver em residência ou dentro do território.